# La Chapelle-des-Pots
Pour les articles homonymes, voir La Chapelle.
La Chapelle-des-Pots est une commune du Sud-Ouest de la France, située dans le département de la Charente-Maritime (région Nouvelle-Aquitaine).
Ses habitants sont appelés les Chapelains et les Chapelaines.

## Géographie
La commune de La Chapelle-des-Pots se situe dans le centre-est du département de la Charente-Maritime, en région Nouvelle-Aquitaine, dans l'ancienne province de Saintonge. Appartenant au Midi de la France — on parle plus précisément de « Midi atlantique », au cœur de l'arc atlantique, elle peut être rattachée à deux grands ensembles géographiques, le Grand Ouest français et le Grand Sud-Ouest français.

### Communes limitrophes
Les communes limitrophes sont  Chaniers, Fontcouverte, Saint-Césaire et Vénérand.

## Urbanisme

### Typologie
Au 1er janvier 2024, La Chapelle-des-Pots est catégorisée commune rurale à habitat dispersé, selon la nouvelle grille communale de densité à 7 niveaux définie par l'Insee en 2022.
Elle est située hors unité urbaine. Par ailleurs la commune fait partie de l'aire d'attraction de Saintes, dont elle est une commune de la couronne,. Cette aire, qui regroupe 62 communes, est catégorisée dans les aires de 50 000 à moins de 200 000 habitants,.

### Occupation des sols
L'occupation des sols de la commune, telle qu'elle ressort de la base de données européenne d’occupation biophysique des sols Corine Land Cover (CLC), est marquée par l'importance des territoires agricoles (56 % en 2018), une proportion sensiblement équivalente à celle de 1990 (55,9 %). La répartition détaillée en 2018 est la suivante : 
zones agricoles hétérogènes (44,3 %), forêts (39,1 %), cultures permanentes (6,8 %), zones urbanisées (4,9 %), terres arables (4,9 %). L'évolution de l’occupation des sols de la commune et de ses infrastructures peut être observée sur les différentes représentations cartographiques du territoire : la carte de Cassini (XVIIIe siècle), la carte d'état-major (1820-1866) et les cartes ou photos aériennes de l'IGN pour la période actuelle (1950 à aujourd'hui).

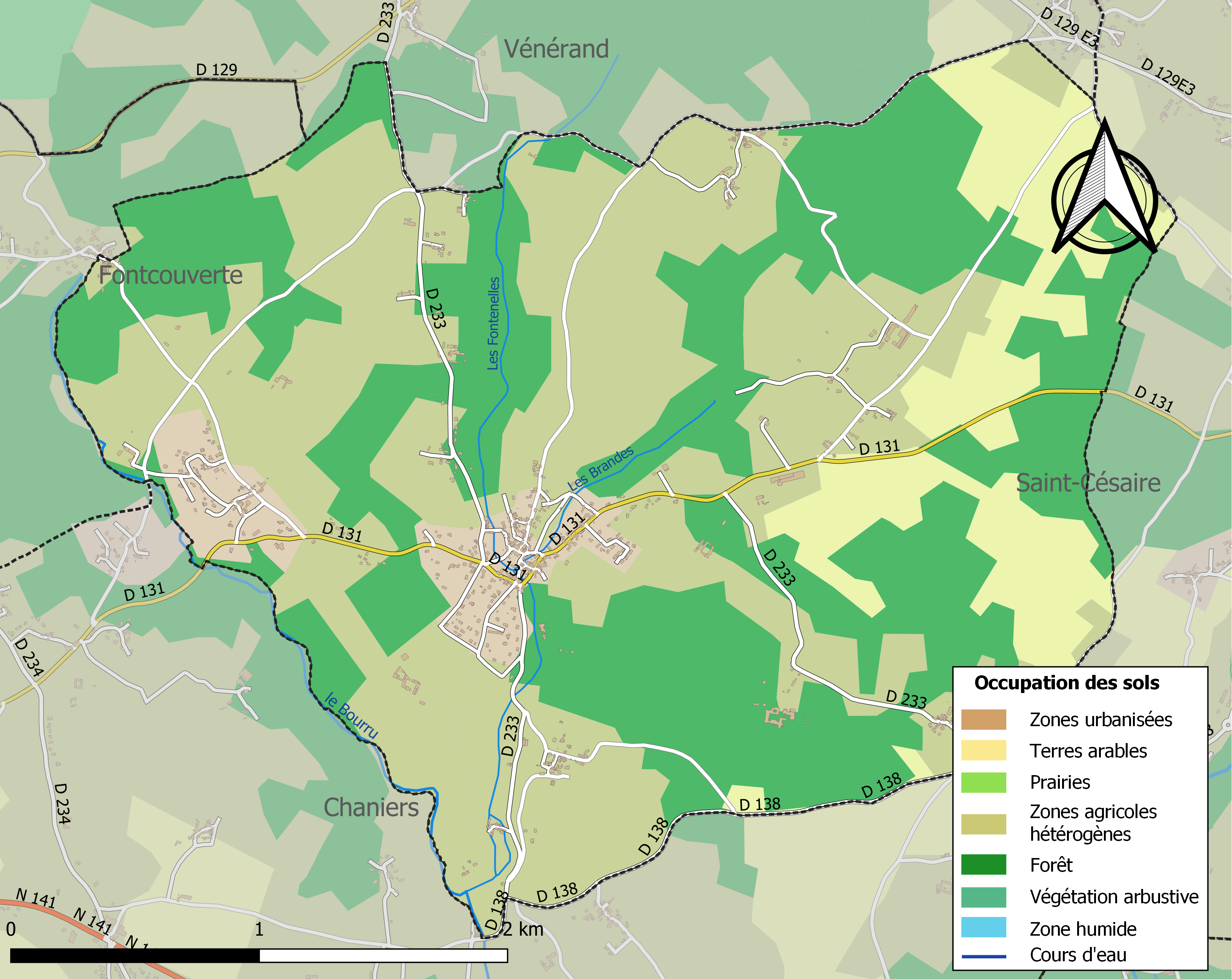
Carte des infrastructures et de l'occupation des sols de la commune en 2018 (CLC).

### Risques majeurs
Le territoire de la commune de La Chapelle-des-Pots est vulnérable à différents aléas naturels : météorologiques (tempête, orage, neige, grand froid, canicule ou sécheresse), inondations, mouvements de terrains et séisme (sismicité modérée). Il est également exposé à un risque technologique, le transport de matières dangereuses. Un site publié par le BRGM permet d'évaluer simplement et rapidement les risques d'un bien localisé soit par son adresse soit par le numéro de sa parcelle.

#### Risques naturels
Certaines parties du territoire communal sont susceptibles d’être affectées par le risque d’inondation par débordement de cours d'eau. La commune a été reconnue en état de catastrophe naturelle au titre des dommages causés par les inondations et coulées de boue survenues en 1982, 1999, 2001, 2010 et 2019,.

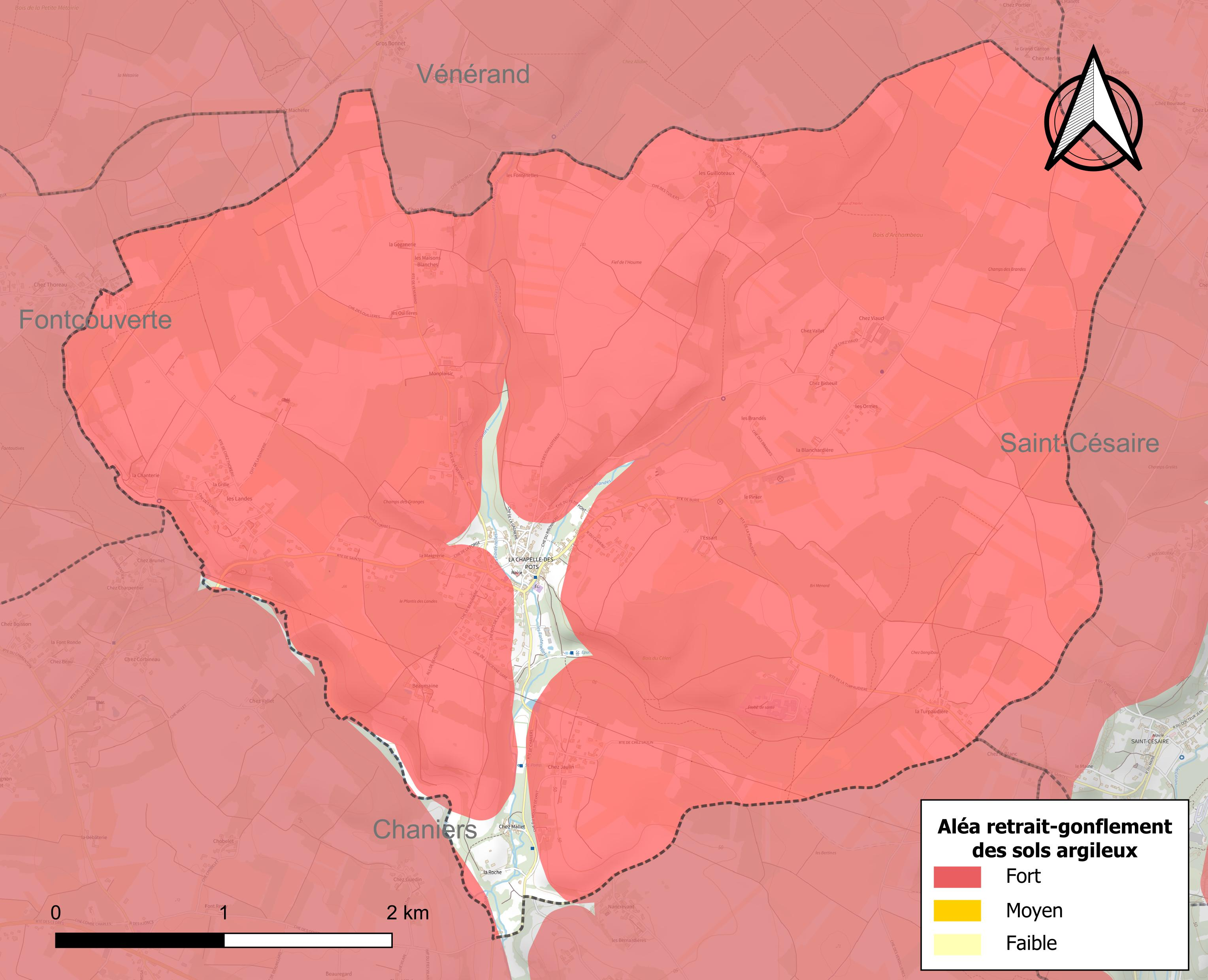
Carte des zones d'aléa retrait-gonflement des sols argileux de La Chapelle-des-Pots.

Les mouvements de terrains susceptibles de se produire sur la commune sont des tassements différentiels.
Le retrait-gonflement des sols argileux est susceptible d'engendrer des dommages importants aux bâtiments en cas d’alternance de périodes de sécheresse et de pluie. 95,9 % de la superficie communale est en aléa moyen ou fort (54,2 % au niveau départemental et 48,5 % au niveau national). Sur les 408 bâtiments dénombrés sur la commune en 2019, 299 sont en aléa moyen ou fort, soit 73 %, à comparer aux 57 % au niveau départemental et 54 % au niveau national. Une cartographie de l'exposition du territoire national au retrait gonflement des sols argileux est disponible sur le site du BRGM,.
Par ailleurs, afin de mieux appréhender le risque d’affaissement de terrain, l'inventaire national des cavités souterraines permet de localiser celles situées sur la commune.
Concernant les mouvements de terrains, la commune a été reconnue en état de catastrophe naturelle au titre des dommages causés par la sécheresse en 1989, 1991, 2003, 2005, 2011 et 2018 et par des mouvements de terrain en 1999 et 2010.

#### Risques technologiques
Le risque de transport de matières dangereuses sur la commune est lié à sa traversée par une ou des infrastructures routières ou ferroviaires importantes ou la présence d'une canalisation de transport d'hydrocarbures. Un accident se produisant sur de telles infrastructures est susceptible d’avoir des effets graves sur les biens, les personnes ou l'environnement, selon la nature du matériau transporté. Des dispositions d’urbanisme peuvent être préconisées en conséquence.

## Toponymie
Le toponyme fait référence à l'existence d'une ancienne chapelle médiévale au sein du bourg ; ainsi que de la spécialisation dans la poterie qui s'est opérée à La Chapelle-des-Pots et dans les villages environnants dès le XIIIe siècle.

## Histoire
Dès le XIIIe siècle, il est attesté au sein de cette région boisée de la Saintonge une présence d'ateliers de poterie réputés pour leurs produits vernissés de couleur verte. La spécialisation de cet endroit et des bourgs environnants dans la poterie s'explique par la profusion des matières premières essentielles pour la fabrication de la céramique : de nombreux bois, des poches argile et la présence de nombreux cours d'eau dans la vallée du Coran. Vers 1320, les potiers nombreux firent bâtir une chapelle (détruite, puis remplacée en 1786 l'actuelle église Saint Front). Bernard Palissy s'y initia à l'art de la céramique en travaillant avec les potiers locaux. Il s'agissait d'un artisanat rural et familial. Deux sortes de poterie étaient produites : la poterie utilitaire à usage local et une poterie de luxe destinée à l'exportation.De belles pièces y sont produites dès la Renaissance. L'artisanat de la céramique de La-Chapelle-des-Pots a ralenti vers la moitié du XIXe siècle, concurrencé par les productions industrielles des pays du Nord et les réglementations différentes.
En 1945 y est installée une formation chirurgicale militaire (FCM 4) lors des opérations de réduction de la poche de La Rochelle.
Depuis 1954 avec l'établissement dans le village de l'Atelier René Renaud et en 1961 de la Poterie Jean Alexiu, il y a de nouveau une production continue de céramiques.

## Politique et administration

### Liste des maires

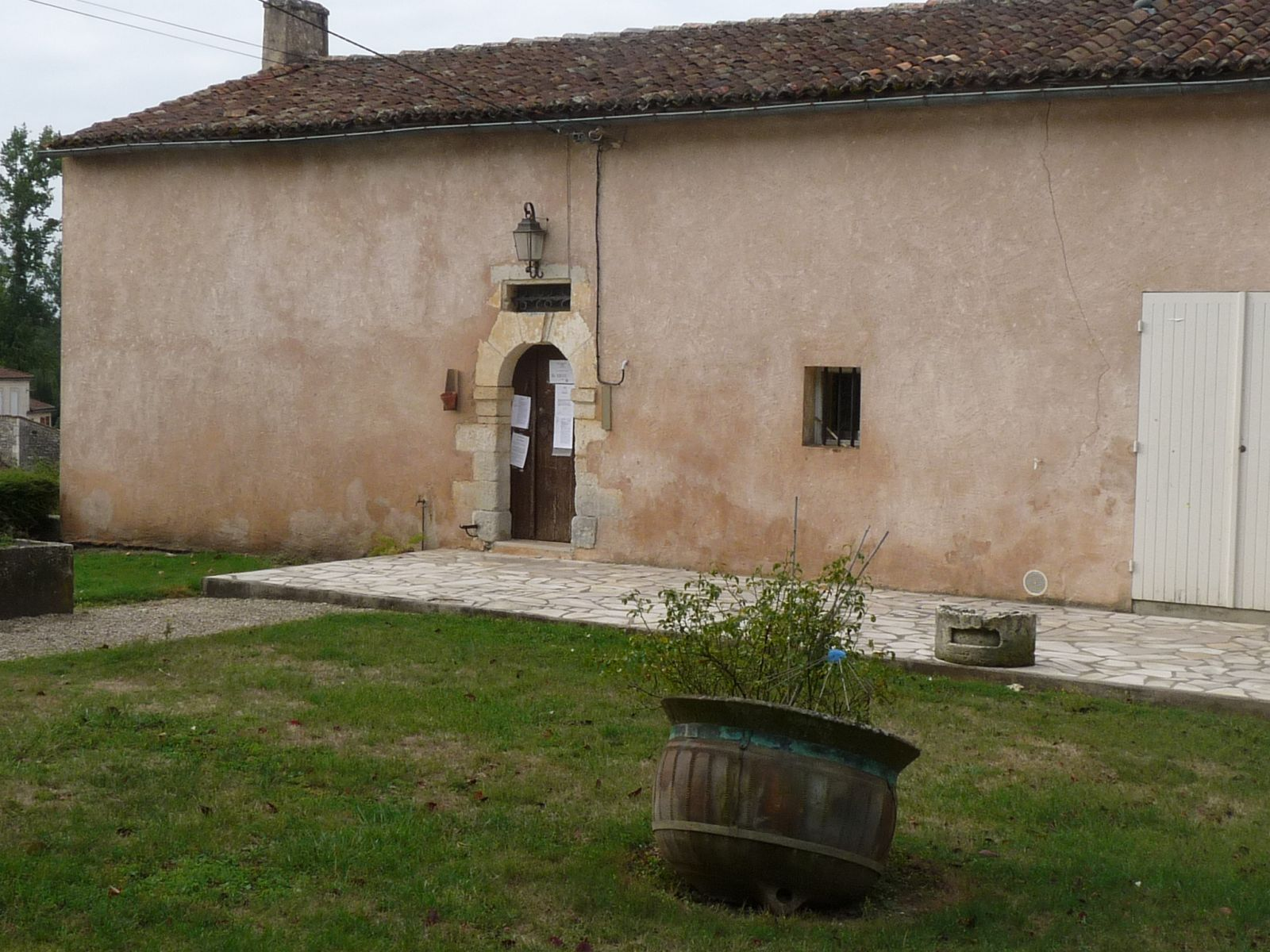
La mairie vue de l'église.

| Période                                  | Période  | Identité             | Étiquette | Qualité           |
| ---------------------------------------- | -------- | -------------------- | --------- | ----------------- |
| 2014                                     | En cours | Pierre-Henri Jallais |           |                   |
| 1995                                     | 2014     | Jean-Claude Couprie  |           | chef d'entreprise |
| 1991                                     | 1995     | René Guillaud        |           |                   |
| 1977                                     | 1991     | Raymond Viollier     | PS        |                   |
| Les données manquantes sont à compléter. |          |                      |           |                   |

### Région
À la suite de la réforme administrative de 2014 ramenant le nombre de régions de France métropolitaine de 22 à 13, la commune appartient depuis le 1er janvier 2016 à la région Nouvelle-Aquitaine, dont la capitale est Bordeaux. De 1972 au 31 décembre 2015, elle a appartenu à la région Poitou-Charentes, dont le chef-lieu était Poitiers.

## Population et société

### Démographie

#### Évolution démographique
L'évolution du nombre d'habitants est connue à travers les recensements de la population effectués dans la commune depuis 1793. Pour les communes de moins de 10 000 habitants, une enquête de recensement portant sur toute la population est réalisée tous les cinq ans, les populations de référence des années intermédiaires étant quant à elles estimées par interpolation ou extrapolation. Pour la commune, le premier recensement exhaustif entrant dans le cadre du nouveau dispositif a été réalisé en 2005.

En 2022, la commune comptait 1 007 habitants, en évolution de +1,41 % par rapport à 2016 (Charente-Maritime : +4,04 %, France hors Mayotte : +2,11 %).
| 1793 | 1800 | 1806 | 1821 | 1831 | 1836 | 1841 | 1846 | 1851 |
| ---- | ---- | ---- | ---- | ---- | ---- | ---- | ---- | ---- |
| 898  | 824  | 742  | 854  | 880  | 833  | 824  | 825  | 804  |

| 1856 | 1861 | 1866 | 1872 | 1876 | 1881 | 1886 | 1891 | 1896 |
| ---- | ---- | ---- | ---- | ---- | ---- | ---- | ---- | ---- |
| 715  | 679  | 643  | 633  | 621  | 562  | 531  | 535  | 471  |

| 1901 | 1906 | 1911 | 1921 | 1926 | 1931 | 1936 | 1946 | 1954 |
| ---- | ---- | ---- | ---- | ---- | ---- | ---- | ---- | ---- |
| 468  | 472  | 442  | 425  | 425  | 394  | 489  | 492  | 633  |

| 1962 | 1968 | 1975 | 1982 | 1990 | 1999 | 2005 | 2006 | 2010 |
| ---- | ---- | ---- | ---- | ---- | ---- | ---- | ---- | ---- |
| 510  | 550  | 694  | 823  | 890  | 875  | 877  | 891  | 974  |

| 2015 | 2020  | 2022  | - | - | - | - | - | - |
| ---- | ----- | ----- | - | - | - | - | - | - |
| 988  | 1 005 | 1 007 | - | - | - | - | - | - |

#### Pyramide des âges
La population de la commune est relativement âgée.
En 2018, le taux de personnes d'un âge inférieur à 30 ans s'élève à 28 %, soit en dessous de la moyenne départementale (29 %). À l'inverse, le taux de personnes d'âge supérieur à 60 ans est de 31,6 % la même année, alors qu'il est de 34,9 % au niveau départemental.
En 2018, la commune comptait 510 hommes pour 494 femmes, soit un taux de 50,8 % d'hommes, largement supérieur au taux départemental (47,85 %).
Les pyramides des âges de la commune et du département s'établissent comme suit.
| Hommes | Classe d’âge | Femmes |
| ------ | ------------ | ------ |
| 0,0    | 90 ou +      | 1,2    |
| 4,9    | 75-89 ans    | 8,5    |
| 26,5   | 60-74 ans    | 22,0   |
| 21,6   | 45-59 ans    | 22,8   |
| 19,2   | 30-44 ans    | 17,2   |
| 13,1   | 15-29 ans    | 13,1   |
| 14,7   | 0-14 ans     | 15,1   |

| Hommes | Classe d’âge | Femmes |
| ------ | ------------ | ------ |
| 1,1    | 90 ou +      | 2,6    |
| 10,1   | 75-89 ans    | 12,6   |
| 22     | 60-74 ans    | 23,2   |
| 20,1   | 45-59 ans    | 19,7   |
| 16,1   | 30-44 ans    | 15,6   |
| 15,2   | 15-29 ans    | 12,7   |
| 15,4   | 0-14 ans     | 13,6   |

## Économie
Un projet de Pôle régional de la céramique mené par l'ancien maire Jean-Claude Couprie, natif du village, a existé.
- Ancienne faïencerie Jean Alexiu. Située à l'extérieur du village sur la route de Burie, cette poterie industrielle de taille régionale produisait depuis 1961 de la faïence régionale de Saintonge et de La Rochelle. Elle a été radiée des registres du commerce le 20 septembre 2012.
- Atelier René Renaud: Artisan d'art céramiste qui produit des céramiques dans le village depuis 1954. Atelier créé dans le centre du village par le grand-père de l'actuel céramiste.
- Deux autres potiers s'y sont établis durant quelques mois avant de partir à la retraite pour l'un et ailleurs pour l'autre.
- Musée municipal de la céramique saintongeaise qui à existe de 1987 à 2014.
- une épicerie.
- deux garages multi-marques.
- un salon de coiffure.
- foodtruck certain soir.

## Équipements, services et vie locale

### Sports et activités
Le village comporte de nombreuses associations : judo, gym. et groupe de danse des Oxydes, les Souris Blanches (dissous), la Souris Verte, l'ACDC, le Comité des Fêtes.
Un circuit pédestre d’interprétation.
Un circuit de géocaching Terra Aventura
Parcours sportif et petit boulodrome.

### Manifestations
- fin février : trail des potiers
- 2d dimanche du mois de mars : brocante (comité des fêtes)
- fin mars : Rando VTT (Judo Club Chapelain)
- début juillet : les Contes au clair de lune (ACDC)
- mi-juillet : le Marché des potiers
- début septembre : La Chapelette, concours de pétanque (municipalité et inter-association)
- novembre : loto (comité des fêtes)

## Culture locale et patrimoine

### Lieux et monuments
- L'église Saint-Front est édifiée en 1786. Ses fondations utilisent des pierres de l'ancienne chapelle des potiers à laquelle elle a succédé. L'édifice est transformé en 1848 par l'adjonction d'une nouvelle façade surmontée d'un clocher carré. L'autel en bois proviendrait de la chapelle des jésuites de Saintes.
- Une fontaine recouverte d'un dôme en pierre de taille se jetant dans un lavoir
- Four de céramique de type chaînette construit en 2006 entre l'église et la mairie
- Ancien four de potier du XVIIIe siècle dit Four Varoqueaux, inscrit aux monuments historiques[21] et ayant fonctionné dès le XVIe siècle d'après les fouilles.
- La commune possédait un intéressant musée de dimension régionale: le Musée de la céramique saintongeaise où étaient exposées des collections des poteries locales du XIIIe siècle au XXe siècle. Ce musée, fondé sous la mandature de Raymond Viollier  a été fermé en 2014.

À l'extérieur du bourg se trouvent une ancienne seigneurie, plusieurs petits lavoirs en pierre, nombreux chemins de randonnée VTT et pédestre.

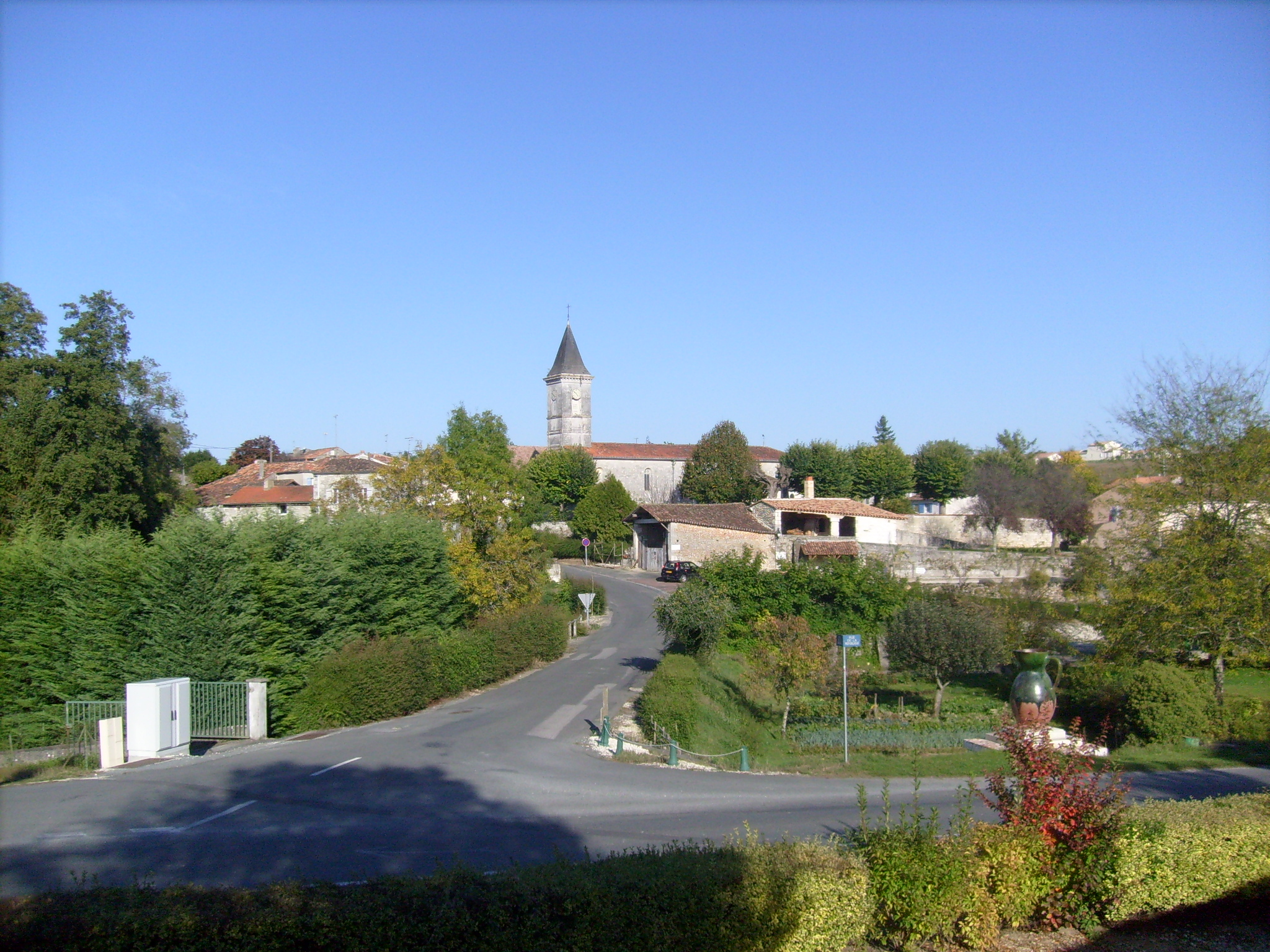
panorama de La chapelle des Pots
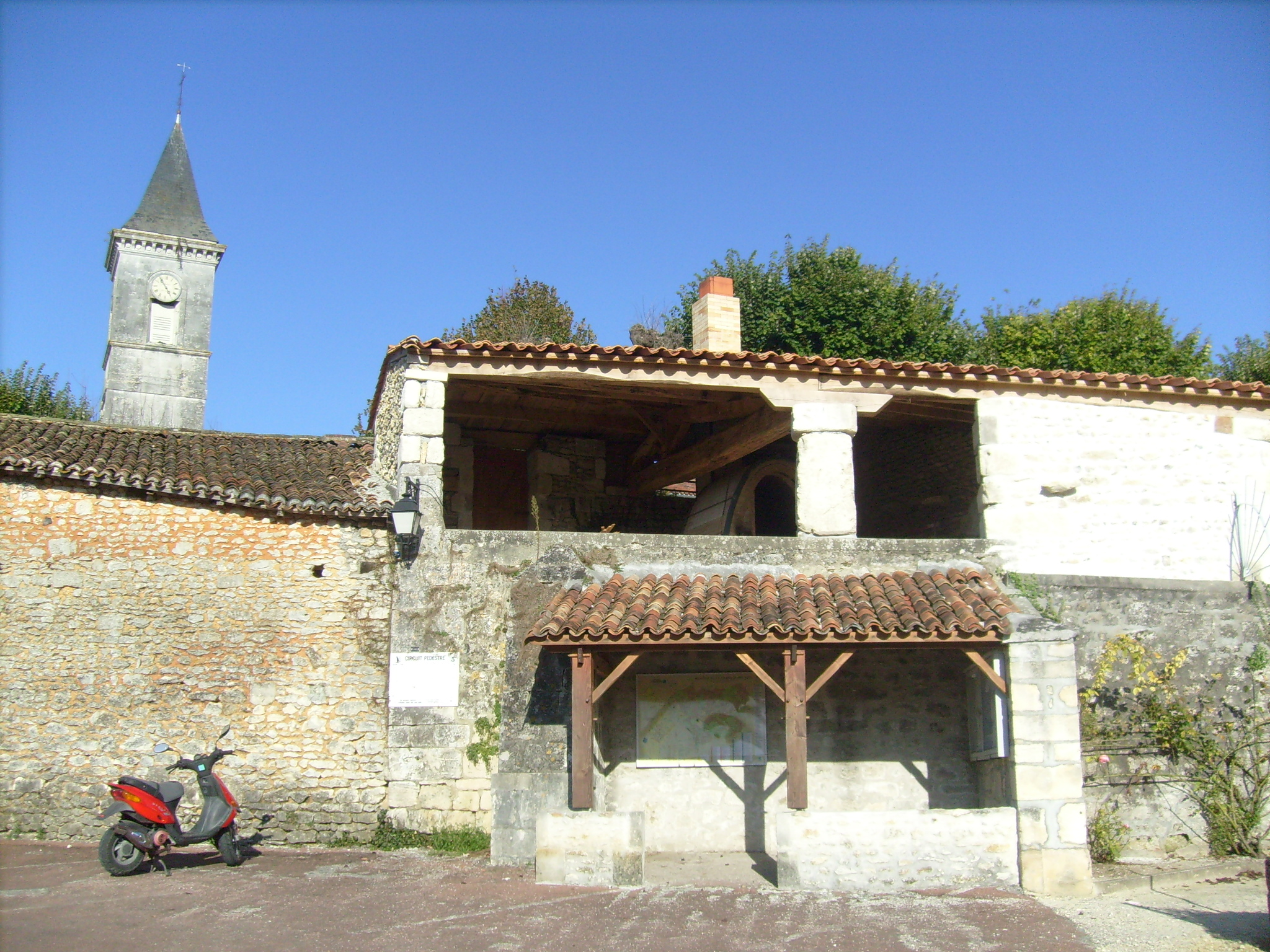
Four de potiers moderne près de l'Eglise
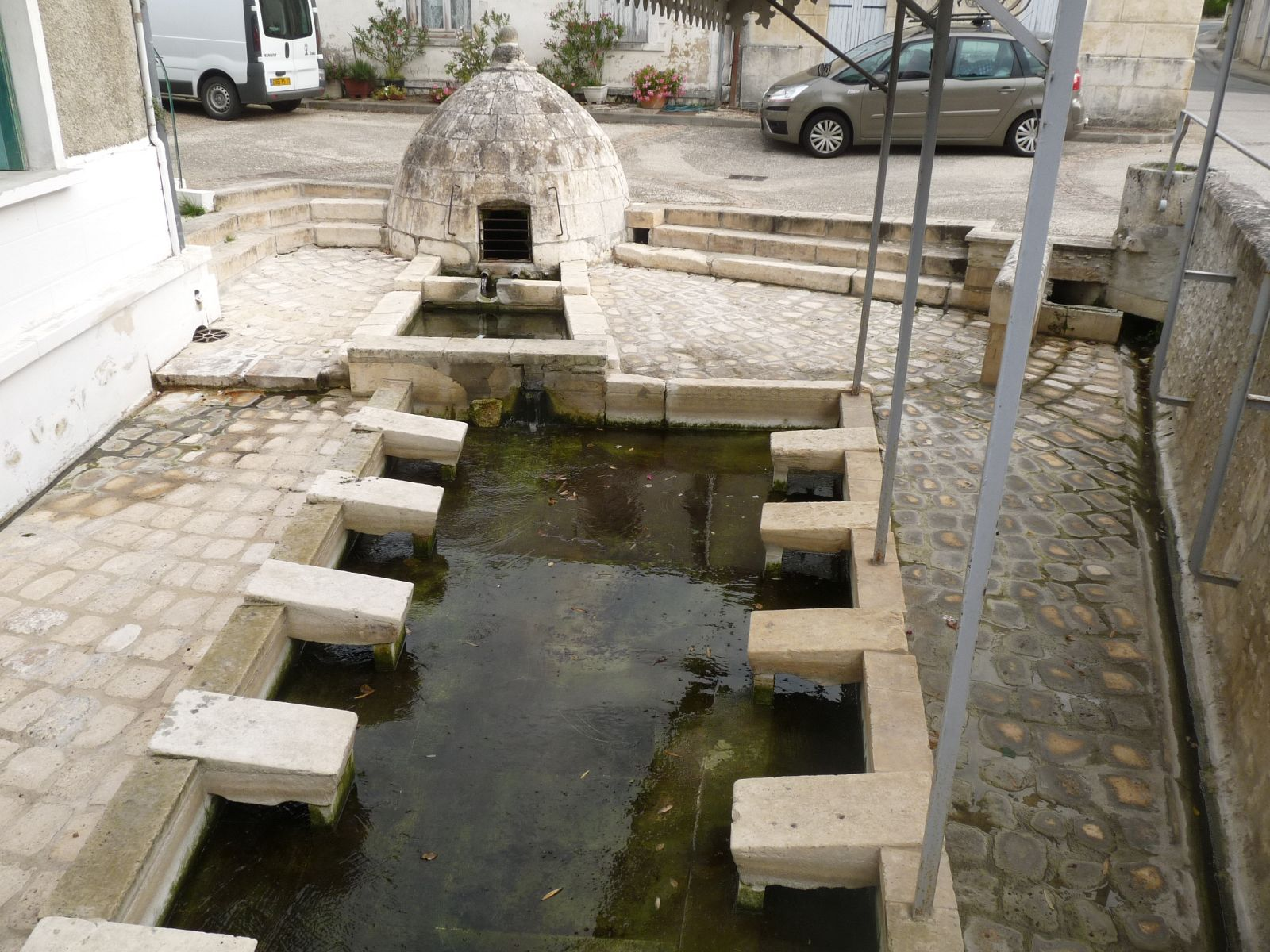
La fontaine avec son dôme en pierre et son lavoir.
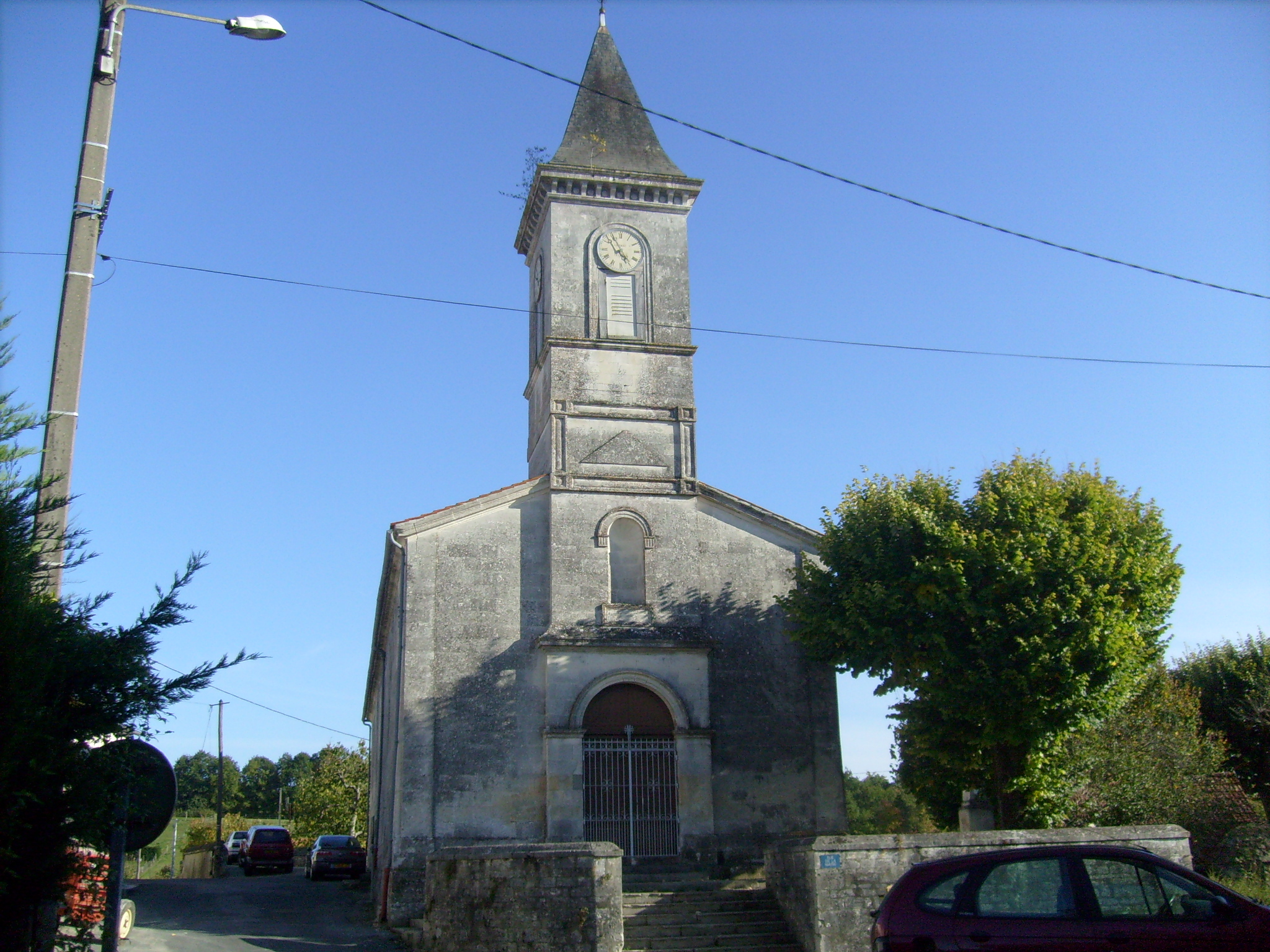
Église Saint-Front (1786).
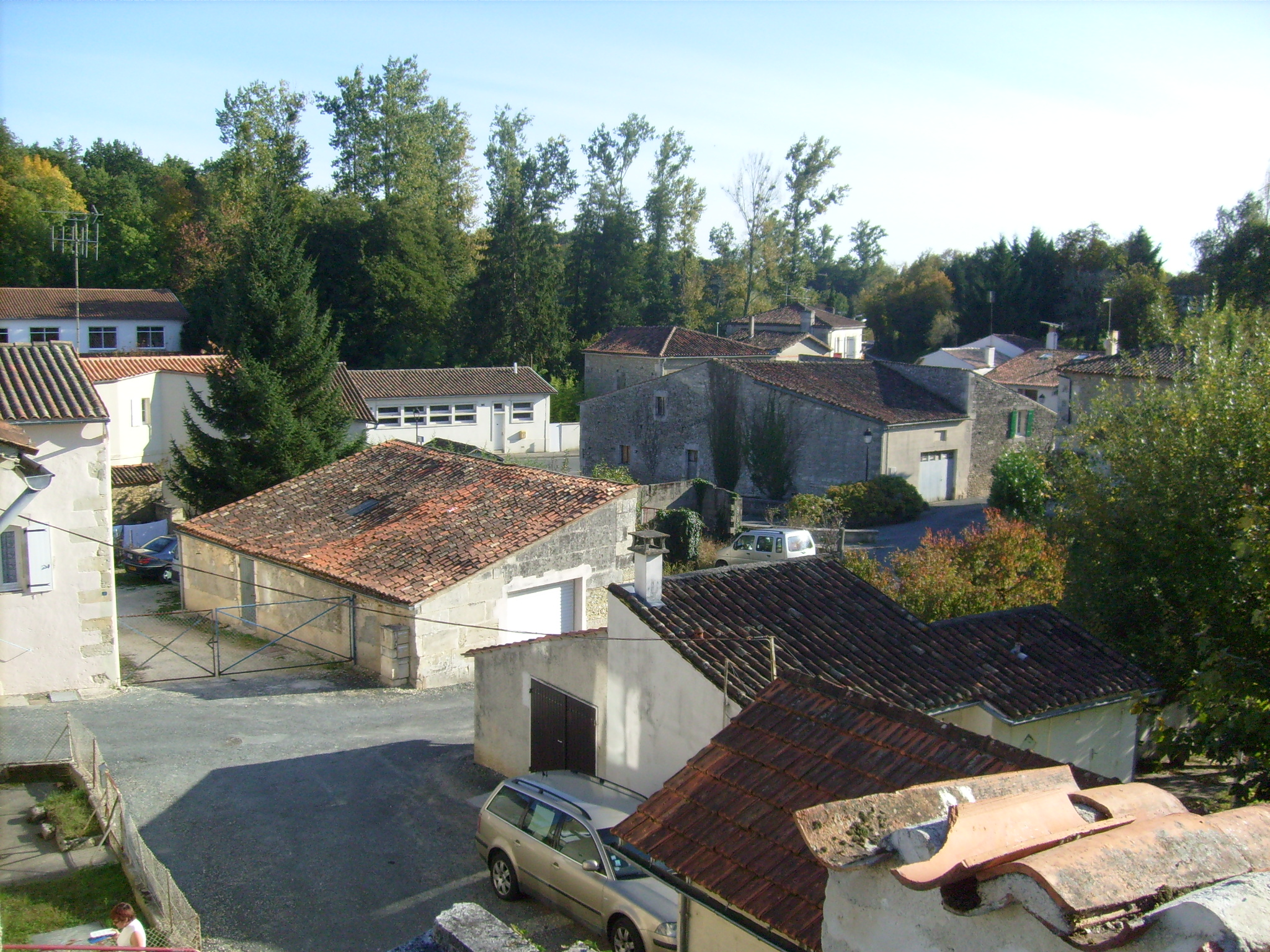
Une des entrées du village vue depuis les jardins de la mairie.
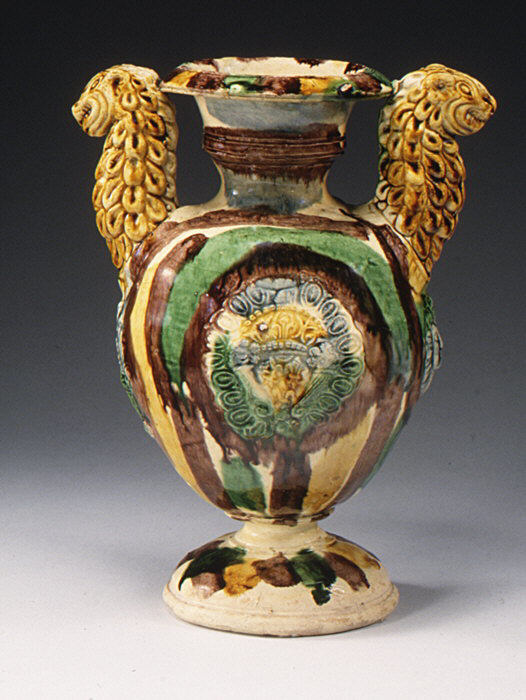
Vase  fin 16eme–début 17eme produit en Saintonge
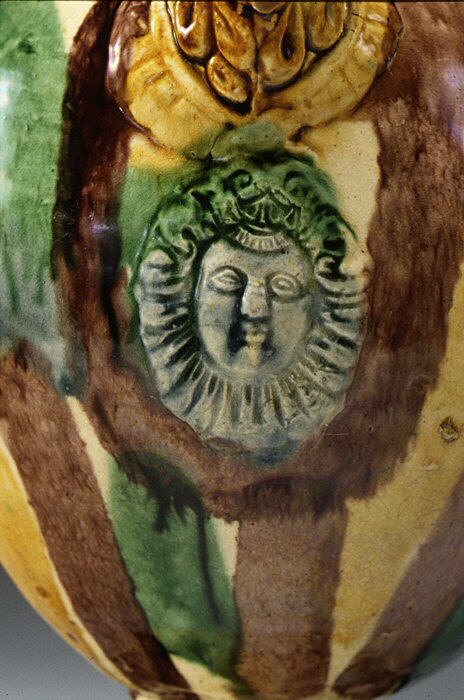
Vase  fin 16eme–début 17eme produit en Saintonge
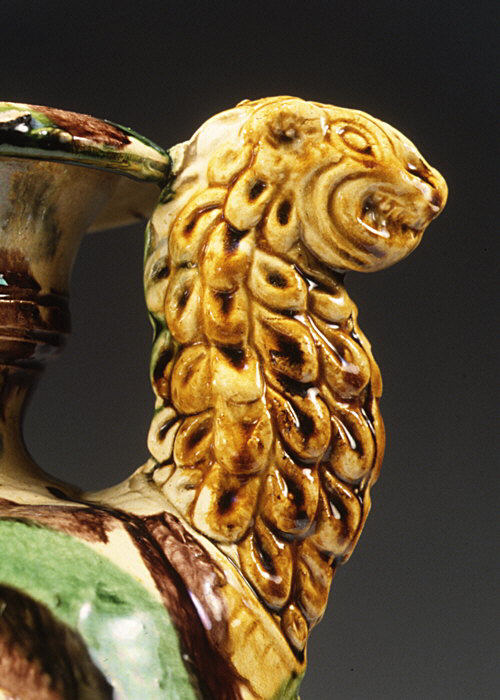
Vase  fin 16eme–début 17eme produit en Saintonge

### Patrimoine naturel
Le GR 4 qui va de Royan à Grasse traverse la commune et longe la fontaine du centre bourg.

### Personnalités liées à la commune
- Bernard Palissy, émailleur, savant et écrivain français, résidant à Saintes, s'est initié à l'art de la céramique à La Chapelle-des-Pots, où il a épousé Catherine Monconseil, la fille d'un potier.

### Héraldique
| Blason | Blasonnement : D'argent au four à poterie du même, maçonné et ouvert de sable et accompagné en chef à dextre d’une poterie de sinople, à l'anse du même à senestre, la partie supérieure de tenné et à senestre d'une grappe de raisin de pourpre tigée et feuillée de sinople. Commentaires : Le statut officiel du blason reste à déterminer. |